# سیارک ۱۱۷۷۷
سیارک ۱۱۷۷۷ (به انگلیسی: 11777 Hargrave، نامگذاری:3526T-3) یازده هزار و هفتصد و هفتاد و هفتمین سیارک کشف شده‌است که در ۱۶ اکتبر ۱۹۷۷ کشف شد.
قدر مطلق سیارک برابر ۸٫۱ است.